# 大開山 (秋田県)
大開山（おおびらきやま）は、秋田県鹿角市にある山である。

## 概要
標高656.3m。熊沢川と同熊沢川支流樫内川（いずれも米代川水系支流）との尾根筋にある。
大開山のある尾根は、三方高辺りの山地から、舌状的に北の方向へ伸びており、東側にある熊沢川と西側にある樫内川に挟まれる形で、両川の合流地点まで続き、その尾根の中程に大開山がある。
この尾根筋の周辺には、奥羽山脈の各地で見られるような貝殻の化石が出土する。八幡平発電所（後述）の隧道工事のときも、かなりの貝殻の化石が土砂とともに採掘され、発電所の近くに堆積されているという。
樫内川流域から専用道路が設けられている。

## 八幡平発電所
付近には、秋田県営の八幡平発電所が設置されている。
用水は志張温泉のすぐ上流の熊沢川で取水されたあと、舌状尾根の地中を通り、大開山の下手約2kmの所から落下させて発電所へと注がれている。また、大開山の地下では、樫内川の水も取水できるようになっており、必要に応じて調整されている。